# 차차 (음악 그룹)
차차는 대한민국의 음악 그룹이다. 2020년 EP 앨범 [Don't Wanna Go Back]으로 데뷔했다.

## 음반
- COLOR#1 (2020)
- Don’t wanna go back (2020)
- MORE #2 Spellbound (2021)
- Island (2021)